# Canonica
La casa canonica, o semplicemente canonica, è un edificio destinato a residenza del clero cattolico di una città o di un centro abitato.

## Storia

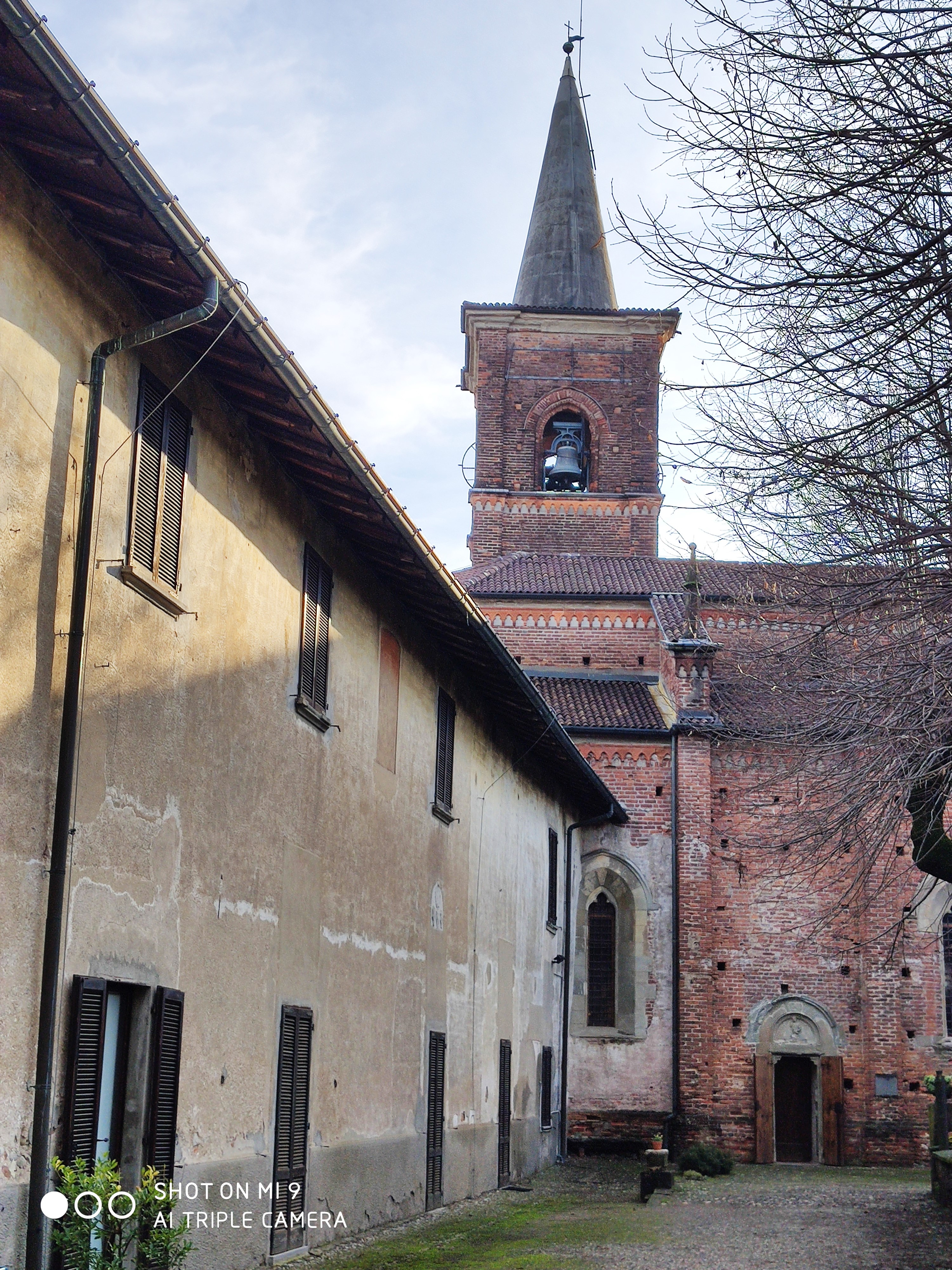
Canonica Vecchia (a sinistra) della Collegiata di Castiglione Olona (Varese)

L'origine di questo tipo di abitazione risale sicuramente al Medioevo, in particolare alla Riforma dell'XI secolo, in cui si tentò di proporre - o a volte imporre - un modello di vita comunitaria, talvolta monastica, anche al clero secolare. Per questo motivo veniva promossa la vita in comune in un edificio deputato a questo scopo.

## Soggetti residenti
Nella canonica di una cattedrale o di una collegiata risiedevano (e talvolta risiedono ancora oggi) i canonici, preti preposti dal Vescovo a formare il Capitolo di quella chiesa. Canoniche di questo tipo sono per esempio quella della Basilica di San Pietro in Vaticano, quella di Piazza del Duomo a Firenze o la Vecchia Canonica della Collegiata di Castiglione Olona (consacrata il 25 marzo 1425), borgo medievale in provincia di Varese, voluta dal Cardinal Branda Castiglioni dove hanno avuto residenza i componenti del Capitolo (istituito con Bolla Papale di Martino V del 7 gennaio 1422) fino al 1810, quando il decreto di Napoleone del 25 aprile ordinò la chiusura di tutti i Capitoli.
Canonica è detta anche la residenza del solo parroco: spesso si trova vicina o incorporata alla chiesa parrocchiale stessa.

## Galleria d'immagini

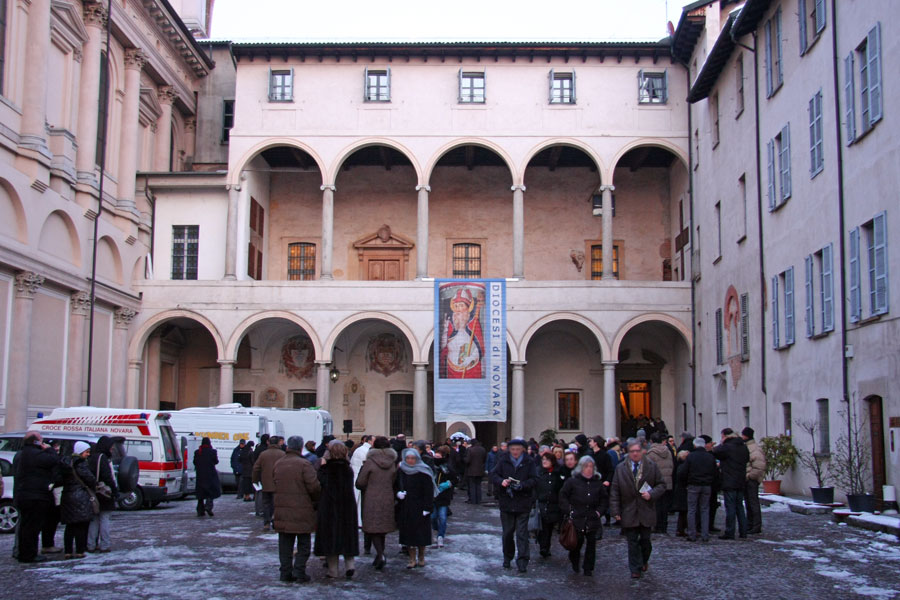
Palazzo della canonica di Novara
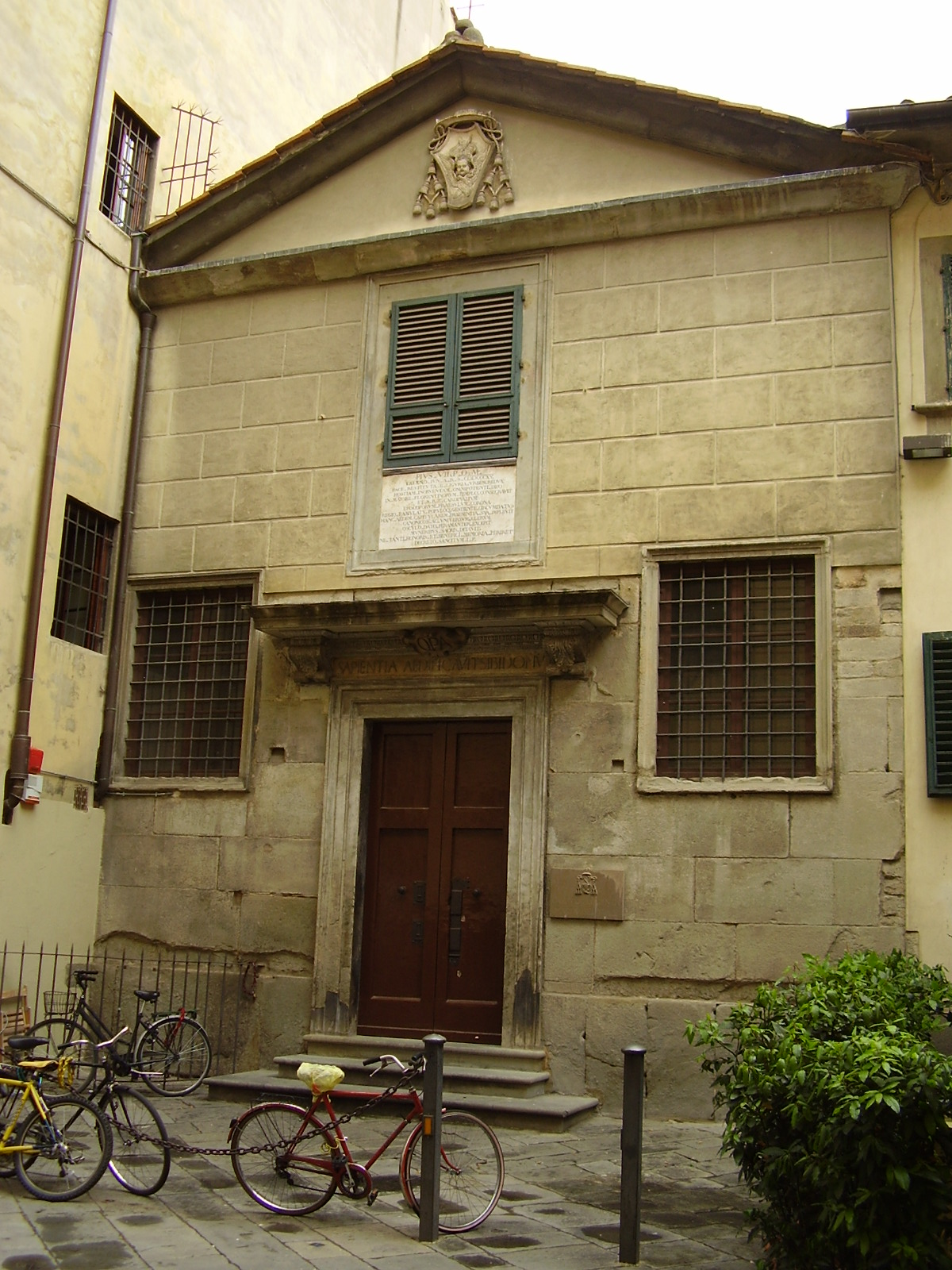
Palazzo del Capitolo dei Canonici a Firenze
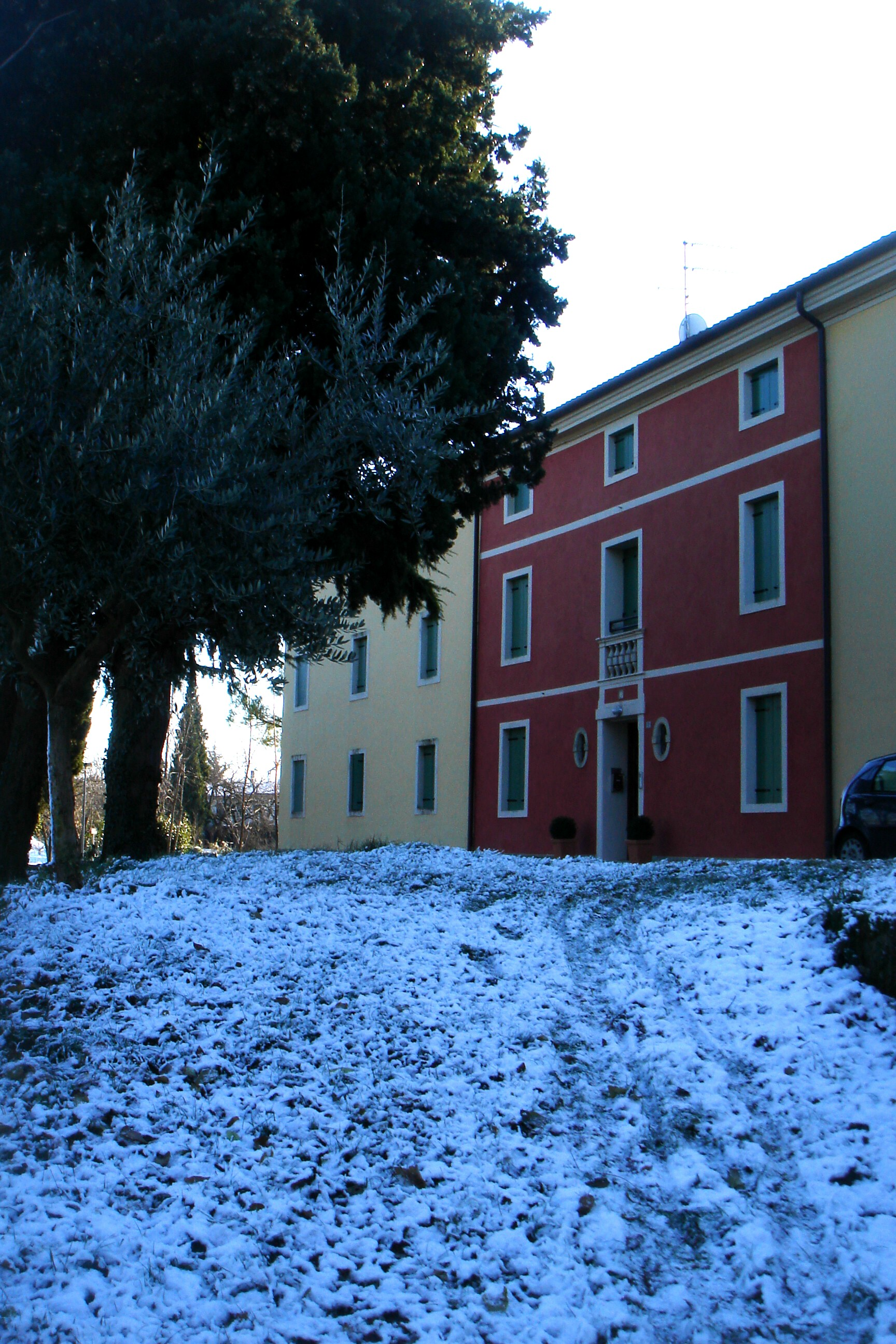
La casa canonica di Castello Roganzuolo